# Euderus varicolor
Euderus varicolor är en stekelart som först beskrevs av William Harris Ashmead 1894.  Euderus varicolor ingår i släktet Euderus och familjen finglanssteklar. Inga underarter finns listade i Catalogue of Life.